# Sleepy Buildings – A Semi Acoustic Evening
Albums de The Gathering
Souvenirs
(2003) Home
(2006)
Sleepy Buildings - A Semi Acoustic Evening est un album live semi-acoustique du groupe de rock néerlandais The Gathering sorti le 26 janvier 2004 sur le label Century Media.

## Contexte
En 2003 The Gathering a sorti l'album Souvenirs sur son propre label, Psychonaut Records. Le groupe devait cependant encore un album à Century Media, et plutôt que de sortir un simple best of, ses membres ont décidé de faire quelque chose de spécial en proposant dans des versions inédites plusieurs chansons parmi les préférées du public lors des concerts. L'idée est venue de les réenregistrer en semi-acoustique et en live. Chose faite lors de deux concerts donnés à The Lux Theatre à Nimègue aux Pays-Bas, les 21 et 22 août 2003.
Strange Machines, une des chansons emblématiques du groupe, n'a pas été sélectionnée car, lors des répétitions, elle ne donnait rien jouée de façon intimiste. Faire en sorte que des morceaux « heavy » rendent quelque chose en version acoustique était difficile, comme le souligne la chanteuse Anneke Van Giersbergen, d'où une minorité de chansons issues des premiers albums du groupe. On note toutefois la présence de The Mirror Waters, Stonegarden et Like Fountains dont les versions originales figurent sur les deux premiers albums, Always et Almost a Dance, et enregistrés avant l'arrivée d'Anneke Van Giersbergen dans The Gathering.
Le titre Sleepy Buildings est quant à lui un inédit.
Il s'agit du dernier album enregistré avec le bassiste Hugo Prinsen Geerligs. Il quitte en effet le groupe fin 2003 début 2004. Il le réintégrera en 2018.

## Liste des titres
| 1.    | Locked Away                      | 3:36 |
| 2.    | Saturnine                        | 4:54 |
| 3.    | Amity                            | 5:52 |
| 4.    | The Mirror Waters (version 2003) | 6:41 |
| 5.    | Red Is a Slow Colour             | 5:39 |
| 6.    | Sleepy Buildings                 | 2:55 |
| 7.    | Travel                           | 9:08 |
| 8.    | Shrink                           | 2:58 |
| 9.    | In Motion #2                     | 4:29 |
| 10.   | Stonegarden (version 2003)       | 5:11 |
| 11.   | My Electricity                   | 3:23 |
| 12.   | Eléanor                          | 5:32 |
| 13.   | Marooned                         | 5:31 |
| 14.   | Like Fountains (version 2003)    | 6:45 |
| 72:39 |                                  |      |

## Musiciens
- Anneke Van Giersbergen : chant, guitare acoustique
- René Rutten : guitares
- Frank Boeijen : claviers, piano
- Hugo Prinsen Geerligs : basse
- Hans Rutten : batterie

## Classements hebdomadaires
| Classement (2004)             | Meilleure place |
| ----------------------------- | --------------- |
| Allemagne (Media Control AG)  | 91              |
| France (SNEP)                 | 93              |
| Pays-Bas (Mega Album Top 100) | 66              |